# 위즈루역

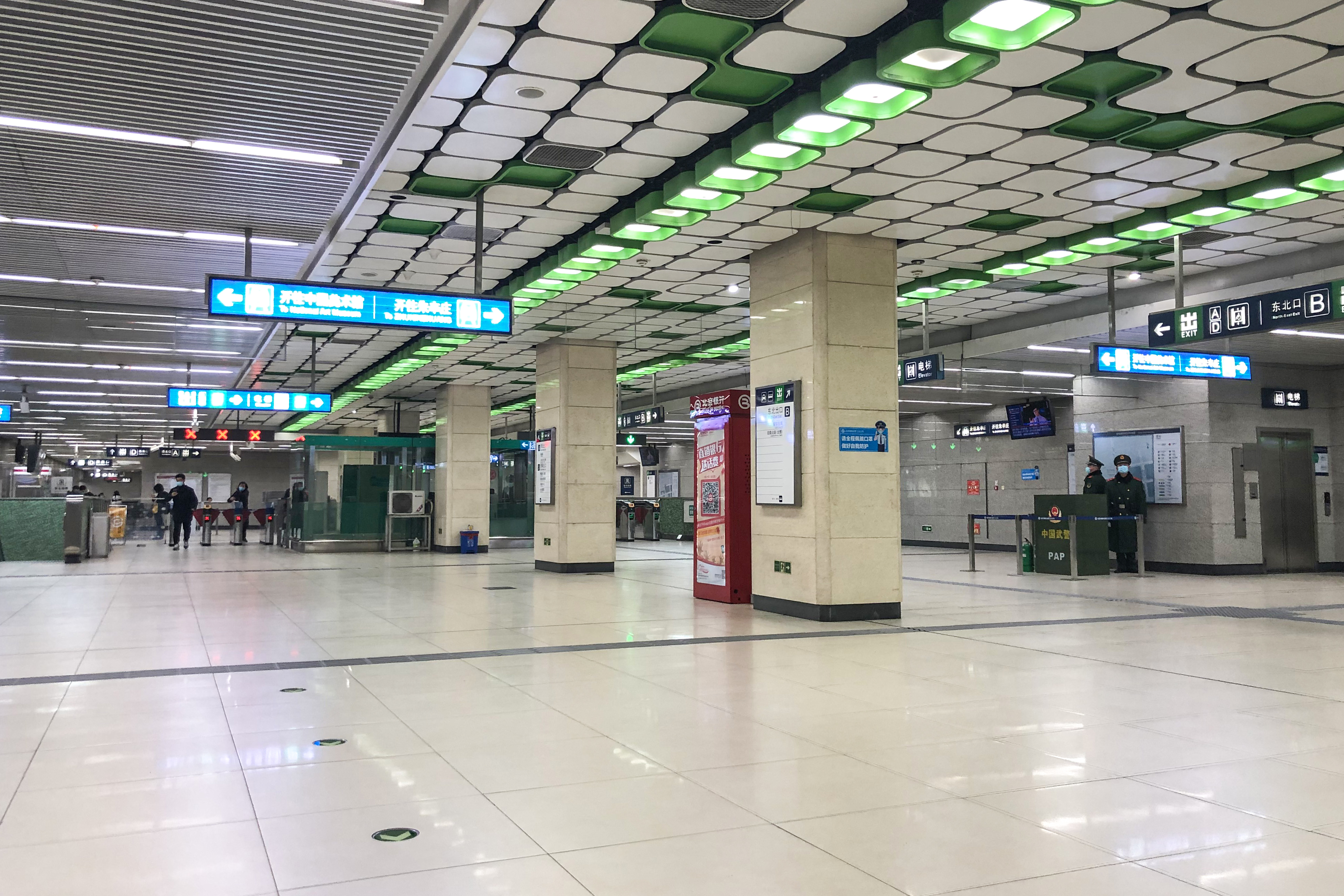
ㅣ대합실 (2021년 3월

위즈루역(育知路站)은 중국 베이징시 창핑구 스자오좡 가도·룽쩌위안 가도 접경의 후이난 북로·위즈로·지양로 교차로에 위치한 베이징 지하철 8호선의 지하철역이다. 2013년 12월 28일 8호선 북부연장선 개통과 함께 개장되었다.

## 역사
유즈루역은 베이징 지하철 창핑선의 부설 공사--창핑선-8호선 연결선에 속했다. 이 노선은 창핑신청(昌平新城)에서 오는 승객의 흐름을 전환하고 창핑선의 또 다른 환승역인 시얼치역의 환승 압력을 완화할 수 있다. 연결선을 따라 잇는 2개 역 중 하나인 위즈루역(계획 당시 “후이룽관 북역(回龙观北站)”)은 계획에서 한때 취소되기도 했다. 기획부서는 노선이 주로 비건설구역을 통과하면 그만큼 역이 줄어들고 노선이 직선화되어 연설선의 운행시간을 단축하여 연결선이 창핑선 용량 분산능력을 높일 수 있을 것으로 보고 있다. 그러나 다른 한편으로는 당초 예정됐던 역 위치가 여러 단지들을 갖춘 후이룽관 주거지역 북쪽에 있기 때문에 역 취소에 대해 인근 주민들이 반발하고 있다. 주민들은 인터넷에 글을 올리고 서명을 조직하여 증편을 요청해 호응을 얻었다. 후이룽관에 거주하는 정협 위원은 온라인 여론을 기반으로 역 추가 제안을 했다. 수차례 조율 끝에 창핑구 정부는 주변의 철거에 대한 보상을 하기로 합의했고, 베이징시계획위원회는 후이룽관 북역 복원에 동의했다. 결국 후이룽관 북역은 복원되었고, 주신좡에서 핑시푸로 이어지는 직선 선로가 대략 동서남북 방향의 직각 굴곡으로 다시 변경되었다.

## 위치
위즈루역은 위즈로(남북방향)와 후이난 북로(동서방향) 교차로의 동쪽에 동서방향으로 배치되어 있다.  인근에는 지수이탄 병원 후이룽관 원구 등 공공건물이 들어서 있다.

## 역 구조
위즈루역은 지하 상대식 승강장으로 이루어졌으며, 출구는 3개가 있다.
| 지면층          | 가도                                | A-D출구                             |
| 지하 1층        | 대합실                              | 고객 센터, 자동매표기, 개집표기     |
| 지하 2층 승강장 | 상대식 승강장, 오른쪽 출입문이 열림 | 상대식 승강장, 오른쪽 출입문이 열림 |
| 지하 2층 승강장 | ←                                   | ■ 8호선 주신좡 장면(시·종착역)      |
| 지하 2층 승강장 | →                                   | ■ 8호선 중국미술관 방면(핑시푸)     |
| 지하 2층 승강장 | 상대식 승강장, 오른쪽 출입문이 열림 |                                     |

## 출구
|                         |                                                                          |      |             |
| 출구                    | 출구 인근                                                                | 사진 | 무장애 시설 |
| 出口 · A                | 지양로, 후이난 북로(북쪽)                                                |      |             |
| 出口 · B                | 위즈 동로, 후이난 북로(북쪽)                                             |      |             |
| 出口 · D                | 위즈로(동쪽), 후이난 북로(남쪽), 윈추위안 1구, 지수이탄 병원(积水潭医院) |      |             |
| 아이콘 설명: 엘리베이터 |                                                                          |      |             |